# National Press Club

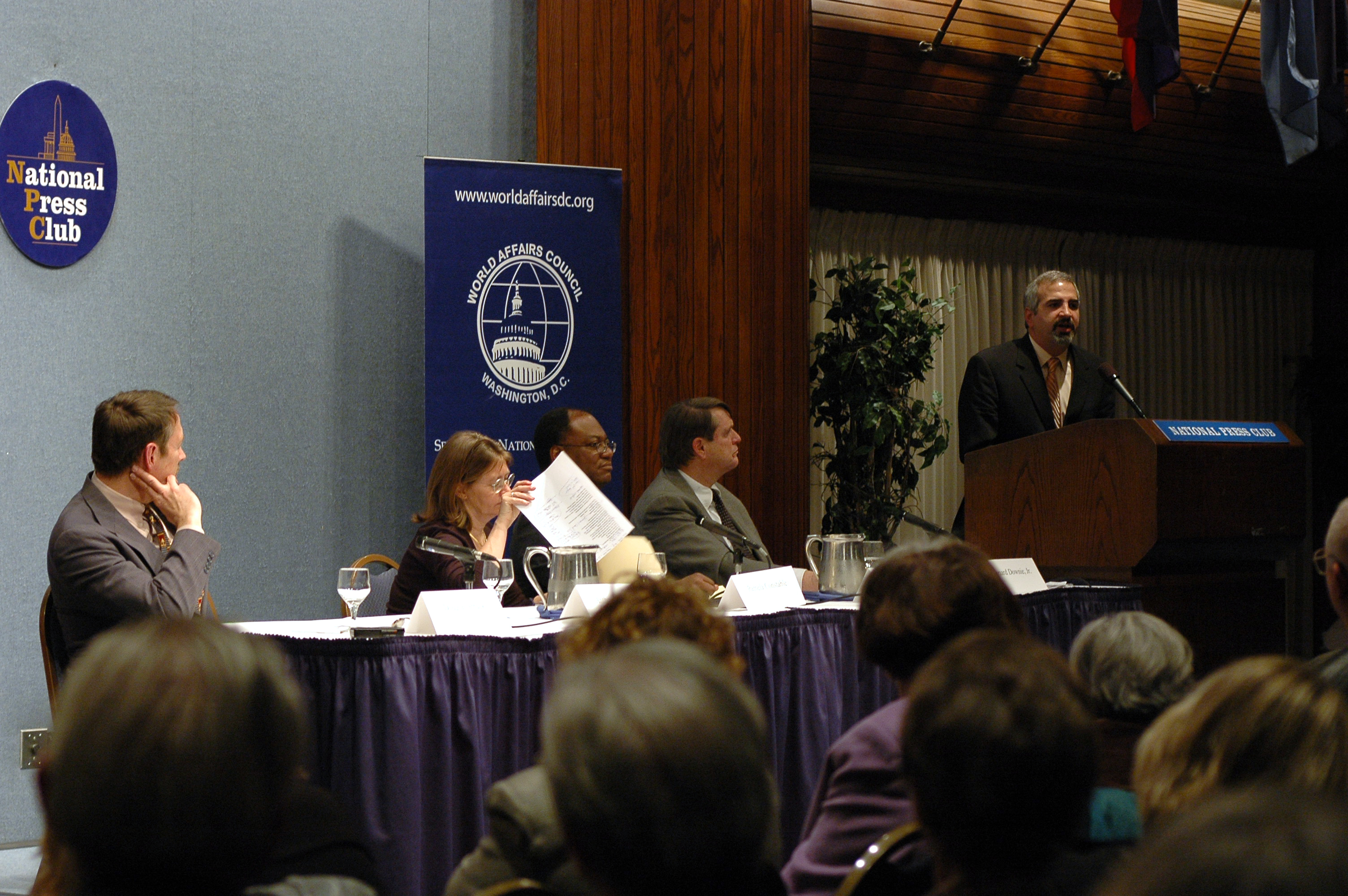
Reunión en el National Press Club.

El National Press Club es uno de los líderes mundiales en las organizaciones profesionales de periodistas. Se encuentra en Washington, D. C.. Sus miembros están compuestos por periodistas, ex periodistas, los oficiales de información gubernamental, y aquellos que se considera fuente de noticia. Es bien conocido por sus reuniones con oradores invitados de la vida pública.
Fundado en 1908, cada presidente de EE.UU. desde Theodore Roosevelt visitó el club, y todos desde Warren Harding, han sido miembros. La mayoría ha hablado desde la tribuna del club. Otros quienes han aparecido en el club son los monarcas, primeros ministros y premiers, miembros del Congreso, funcionarios del gabinete, embajadores, académicos, artistas, dirigentes empresariales, y atletas.